# Greg Yaitanes
Gregory Yaitanes, detto Greg (Wellesley, 18 giugno 1970), è un regista e produttore televisivo statunitense.

## Biografia
Ha studiato cinema all'università della California del Sud, laureandosi nel 1994 col cortometraggio Rorschach. Dopo alcuni film direct-to-video ha cominciato a lavorare in pianta stabile in televisione, dirigendo saltuariamente episodi di serie come Lost, Heroes, Grey's Anatomy, Prison Break, CSI: Miami e Bones, prima di diventare uno dei principali registi di Dr. House - Medical Division. Approdatovi inizialmente come regista del quinto episodio della prima stagione, Yaitanes finirà infatti per dirigere in tutto ben 30 episodi della serie, diventandone anche produttore esecutivo a partire dalla quinta stagione. Nel 2008 ha vinto un premio Emmy per la regia dell'episodio La testa di House (il 14º della quarta stagione). Dopo la conclusione di Dr. House nel 2012, ha continuato la sua carriera di produttore esecutivo parallelamente a quella di regista, ritenendo che ciò gli desse più libertà creative che non lavorare su commissione a serie altrui come "regista ospite", cominciando con Banshee - La città del male, che Yaitanes ha prodotto e di cui ha diretto alcuni episodi.
Al di fuori della TV, è noto come investitore di numerose startup: è stato infatti anche un angel investor e uno dei primi soci di Twitter.

## Filmografia

### Regista

#### Cinema
- Rorschach – cortometraggio (1993)
- Giustizia spietata (Hard Justice) (1995)
- Doppio tiro (Double Tap) (1997)
- Plan B (2001)

#### Televisione
- Gli specialisti (Soldier of Fortune, Inc.) – serie TV, episodi 1x03-1x07-1x13 (1997-1998)
- Players – serie TV, episodio 1x16 (1998)
- V.I.P.  – serie TV, 10 episodi (1998-2002)
- Più forte ragazzi (Martial Law) – serie TV, episodio 1x20 (1999)
- Cleopatra 2525 – serie TV, episodi 1x01-1x02 (2000)
- Nash Bridges – serie TV, episodi 5x17-5x21 (2000)
- Invisible Man (The Invisible Man) – serie TV, 4 episodi (2001)
- Going to California – serie TV, 4 episodi (2001-2002)
- CSI: Miami – serie TV, episodi 1x10-1x17-3x14 (2002-2005)
- Fastlane – serie TV, episodio 1x11 (2003)
- I figli di Dune (Children of Dune) – miniserie TV, 3 puntate (2003)
- Black Sash – serie TV, episodio 1x04 (2003)
- Las Vegas – serie TV, episodi 1x07-1x17 (2003-2004)
- Cold Case - Delitti irrisolti (Cold Case) – serie TV, episodi 1x06-2x05 (2003-2004)
- Touching Evil – serie TV, episodio 1x06 (2004)
- Lost – serie TV, episodi 1x09-1x14-5x10 (2004-2009)
- Dr. House - Medical Division (House M.D.) – serie TV, 30 episodi (2004-2012)
- CSI: NY – serie TV, episodio 1x11 (2005)
- Alias – serie TV, episodio 4x16 (2005)
- Skin – serie TV, episodi 1x03-1x08 (2003-2005)
- Empire – miniserie TV, 2 puntate (2005)
- The Closer – serie TV, episodio 1x06 (2005)
- Line of Fire – serie TV, episodio 1x11 (2005)
- Over There – serie TV, episodio 1x19 (2005)
- Nip/Tuck – serie TV, episodio 3x10 (2005)
- Bones – serie TV, episodi 1x01-1x09-1x10 (2005-2006)
- Una donna alla Casa Bianca (Commander in Chief) – serie TV, episodio 1x12 (2006)
- Prison Break – serie TV, episodi 1x16-2x11-3x11 (2006-2008)
- Grey's Anatomy – serie TV, episodi 3x11-3x12 (2007)
- Damages – serie TV, episodi 1x02-2x06 (2007-2009)
- Women's Murder Club – serie TV, episodio 1x01 (2007)
- Drive – serie TV, episodi 1x01-1x02 (2007)
- Heroes – serie TV, 4 episodi (2007-2009)
- Banshee - La città del male (Banshee) – serie TV, 9 episodi (2013-2015)
- Banshee: Origins – web serie, 23 episodi (2013-2014)
- Ray Donovan – serie TV, episodio 1x03 (2013)
- Quarry - Pagato per uccidere (Quarry) – serie TV, 8 episodi (2016)
- Underground – serie TV, episodio 2x02 (2017)
- Manhunt: Unabomber – miniserie TV, 8 puntate (2017)
- Genius – serie TV, episodi 2x07-2x08 (2018)
- Castle Rock – serie TV, episodi 1x07-2x01-2x07 (2018-2019)
- The Twilight Zone – serie TV, episodio 1x02 (2019)
- Snowfall – serie TV, episodio 4x04 (2021)
- The Old Man – serie TV, episodi 1x03-1x04 (2022)
- House of the Dragon – serie TV, episodi 1x02-1x03-1x10 (2022)
- Presunto innocente (Presumed Innocent) – serie TV, 5 episodi (2024)

### Produttore esecutivo
- Drive – serie TV, 6 episodi (2007)
- Dr. House - Medical Division (House M.D.) – serie TV, 27 episodi (2009-2010) - co-produttore esecutivo
- Dr. House - Medical Division (House M.D.) – serie TV, 41 episodi (2010-2012)
- Banshee - La città del male (Banshee) – serie TV, 25 episodi (2013-2015)
- Banshee: Origins – web serie, 27 episodi (2013-2014)
- Quarry - Pagato per uccidere (Quarry) – serie TV, 8 episodi (2016)
- Manhunt: Unabomber – miniserie TV, 8 puntate (2017)
- The Twilight Zone – serie TV, 6 episodi (2019)
- Castle Rock – serie TV, 8 episodi (2019)
- House of the Dragon – serie TV, 10 episodi (2022) - co-produttore esecutivo
- Presunto innocente (Presumed Innocent) – serie TV, 8 episodi (2024)